# Pachydissus argentatus
Pachydissus argentatus är en skalbaggsart som beskrevs av Maurice Pic 1923. Pachydissus argentatus ingår i släktet Pachydissus och familjen långhorningar.
Artens utbredningsområde är Tibet. Inga underarter finns listade i Catalogue of Life.